# Lijst van voetbalinterlands China - Ierland
Deze lijst van voetbalinterlands is een overzicht van alle officiële voetbalwedstrijden tussen de nationale teams van China en Ierland. De landen speelden tot op heden twee keer tegen elkaar. De eerste ontmoeting, een vriendschappelijke wedstrijd, werd gespeeld in Sapporo (Japan) op 3 juni 1984. Het laatste duel, eveneens een vriendschappelijke wedstrijd, vond plaats op 29 maart 2005 in Dublin.

## Wedstrijden
| № | Plaats  | Datum         | Competitie        | Wedstrijd       | Uitslag |
| - | ------- | ------------- | ----------------- | --------------- | ------- |
| 1 | Sapporo | 3 juni 1984   | Vriendschappelijk | China – Ierland | 0 – 1   |
| 2 | Dublin  | 29 maart 2005 | Vriendschappelijk | Ierland – China | 1 – 0   |

## Samenvatting
| Competitie        | Totaal gespeeld | Winst China | Gelijk | Winst Ierland | Doelsaldo China – Ierland |
| ----------------- | --------------- | ----------- | ------ | ------------- | ------------------------- |
| Vriendschappelijk | 2               | 0           | 0      | 2             | 0 − 2                     |
| Totaal            | 2               | 0           | 0      | 2             | 0 − 2                     |

Wedstrijden bepaald door strafschoppen worden, in lijn met de FIFA, als een gelijkspel gerekend.